# Constructeur de wagons Krioukiv
Le constructeur de wagons Krioukiv ou KVSZ, en ukrainien : Крюківський вагонобудівний завод, est une entreprise de génie mécanique ayant son siège à Krementchouk en Ukraine.

## Description
Créée en 1869, elle se développe avec la création de ligne ferroviaire et plus précisément la ligne Karkhov-Mykolaïv, au sud de la Gare de Krioukiv, par la fabrication de wagons de marchandises. En 1900, elle produit des voitures de chemin de fer. En déshérence pendant la Première Guerre mondiale, la production ne reprend qu'avec de nouveaux approvisionnements en 1921. Alors que production s'effectue dans six bâtiments, l'entreprise se dote d'un centre d'apprentissage.
Avec la Seconde Guerre mondiale, l'entreprise se délocalise vers Perm le 20 septembre 1941. En 1963, elle produit des ponts roulants.

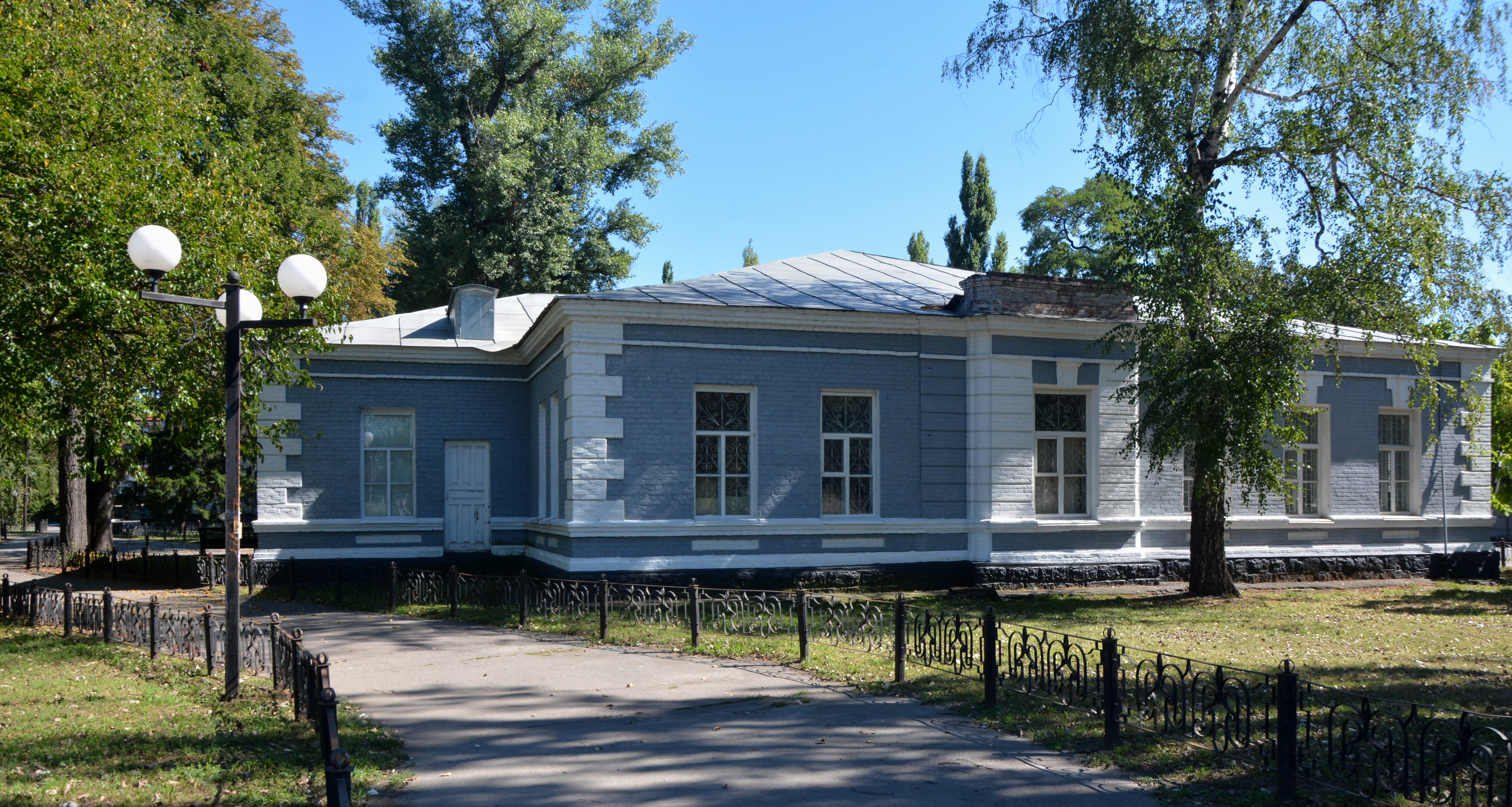
Musée de l'usine, bâtiment classé[2].
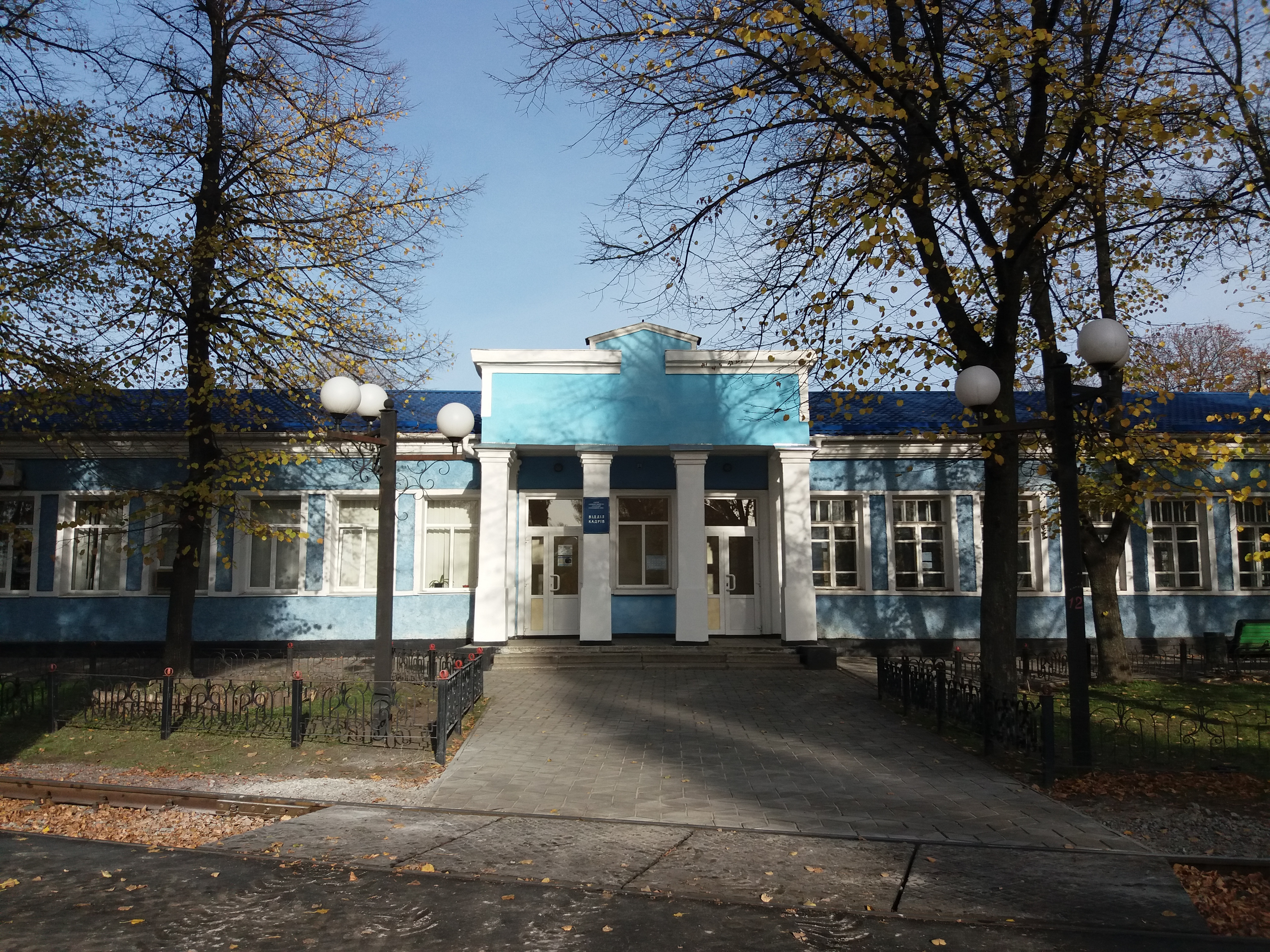
bâtiment classé[3].
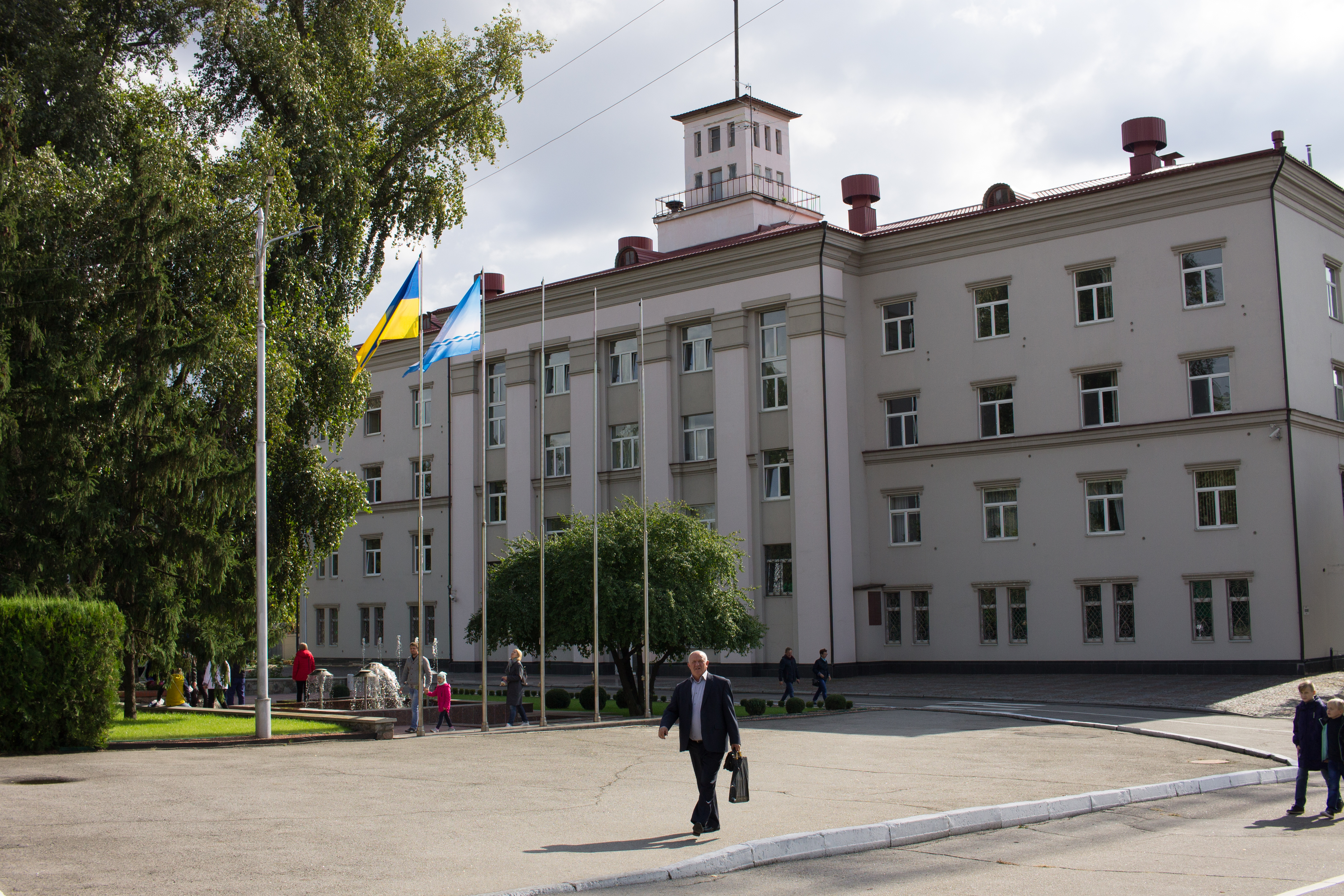
bâtiment classé[4].
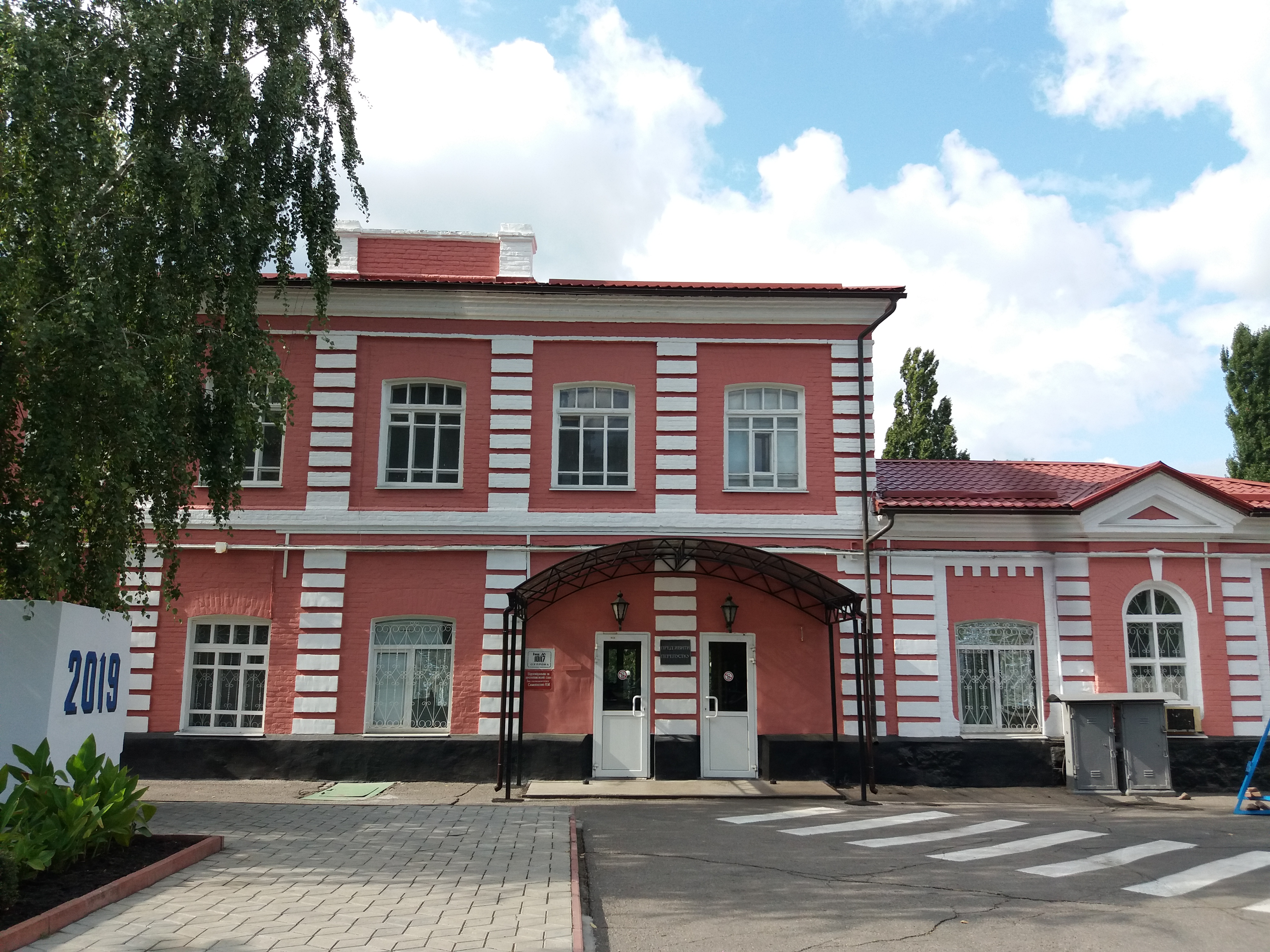
bâtiment classé[5].
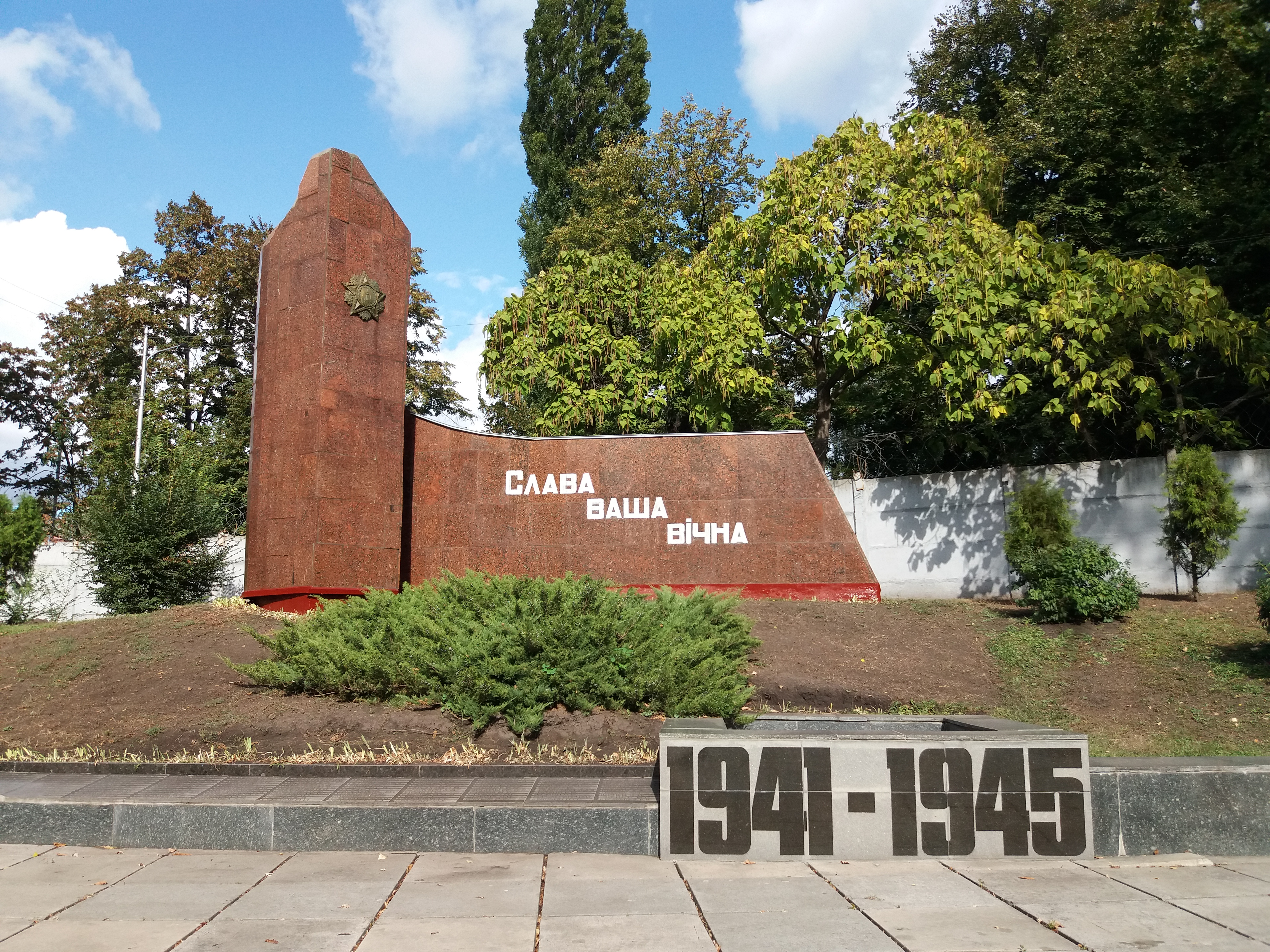
Mémorial aux travailleurs de l'usine classé[6].
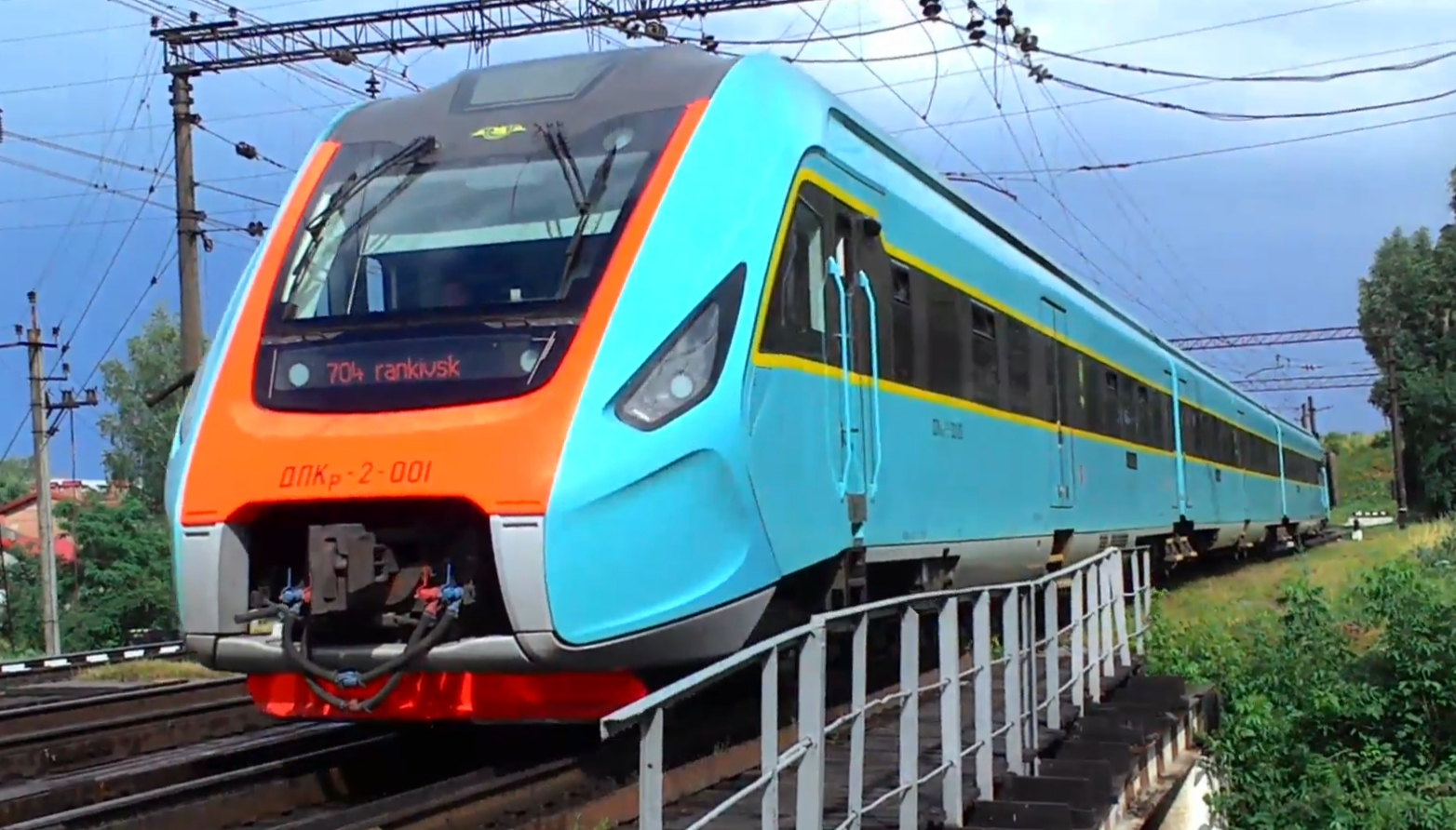
Production de DPKr2.
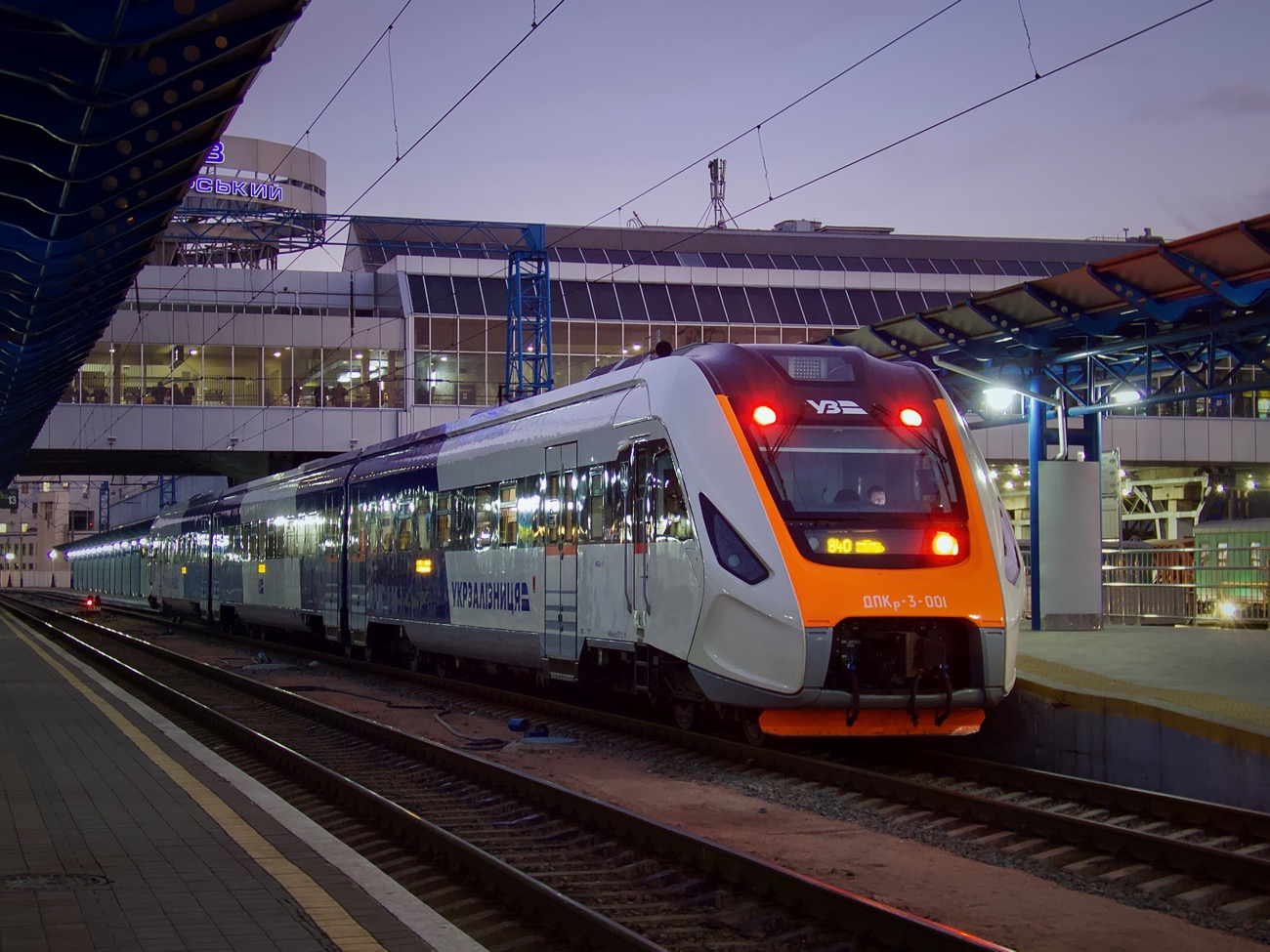
et DPRKr3 de trains.
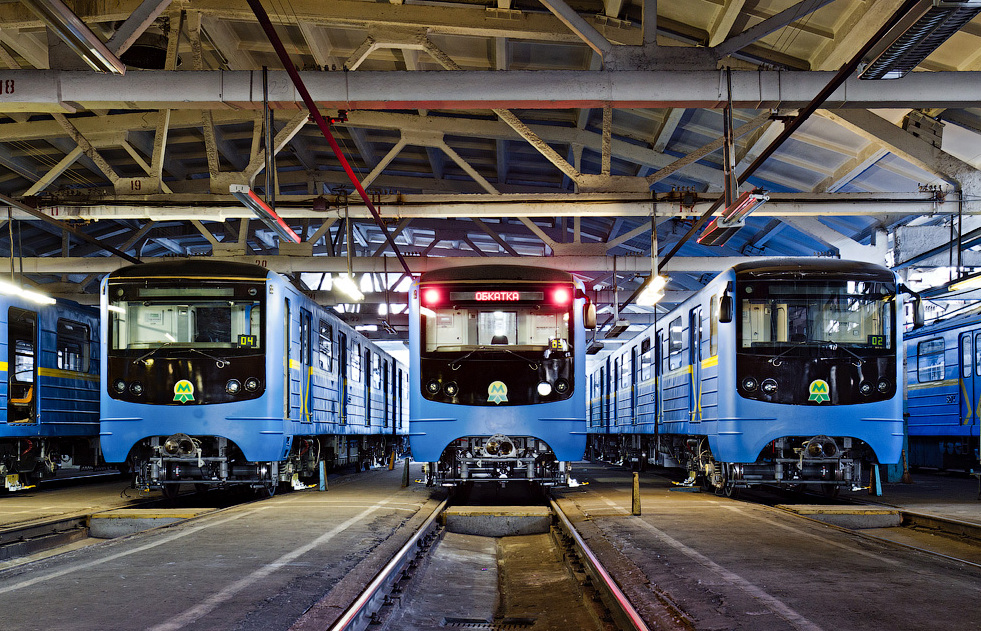
De E-KM, rame de métro.
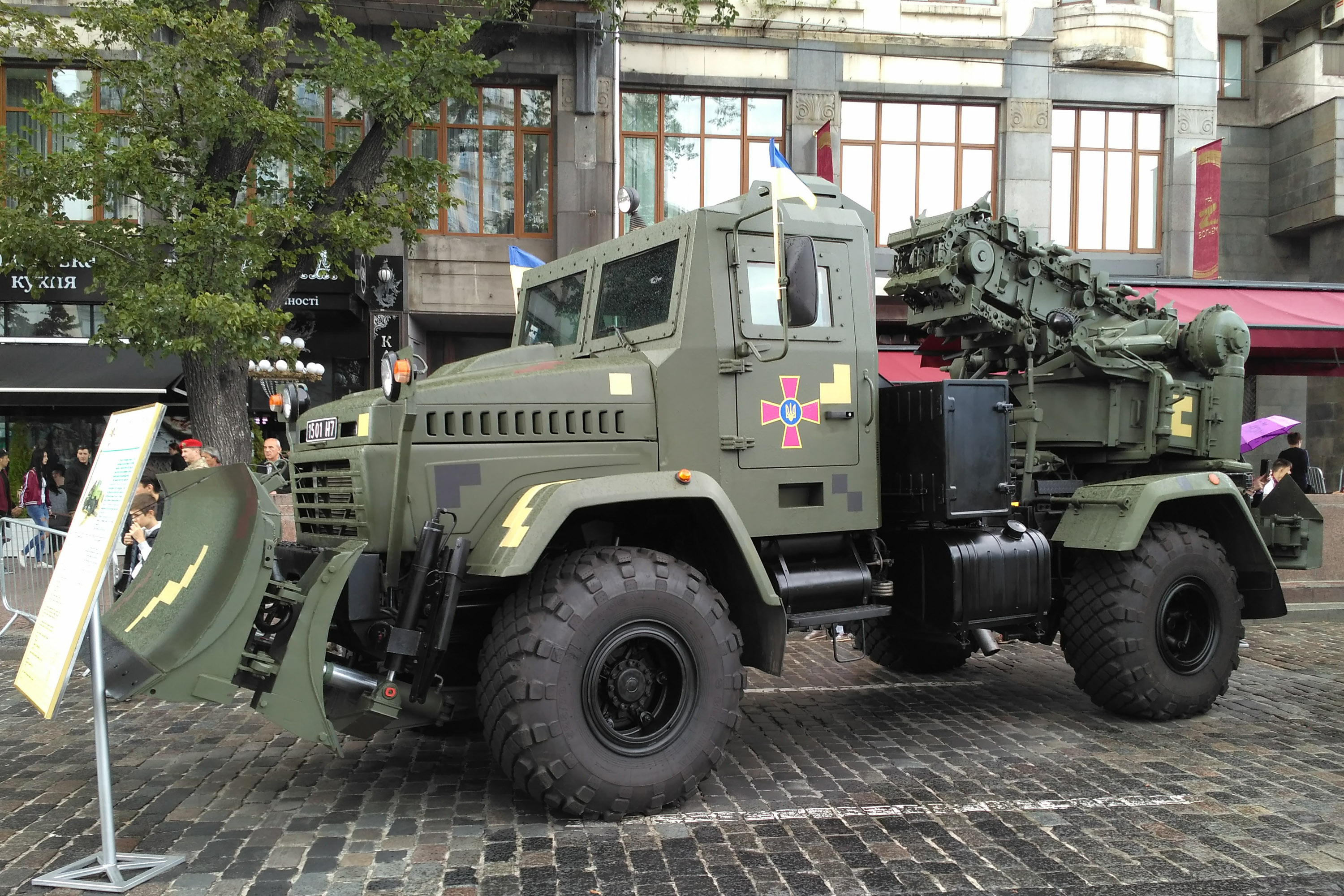
Un camion PZM-3 de l'Armée de terre ukrainienne.

### Ancienne production

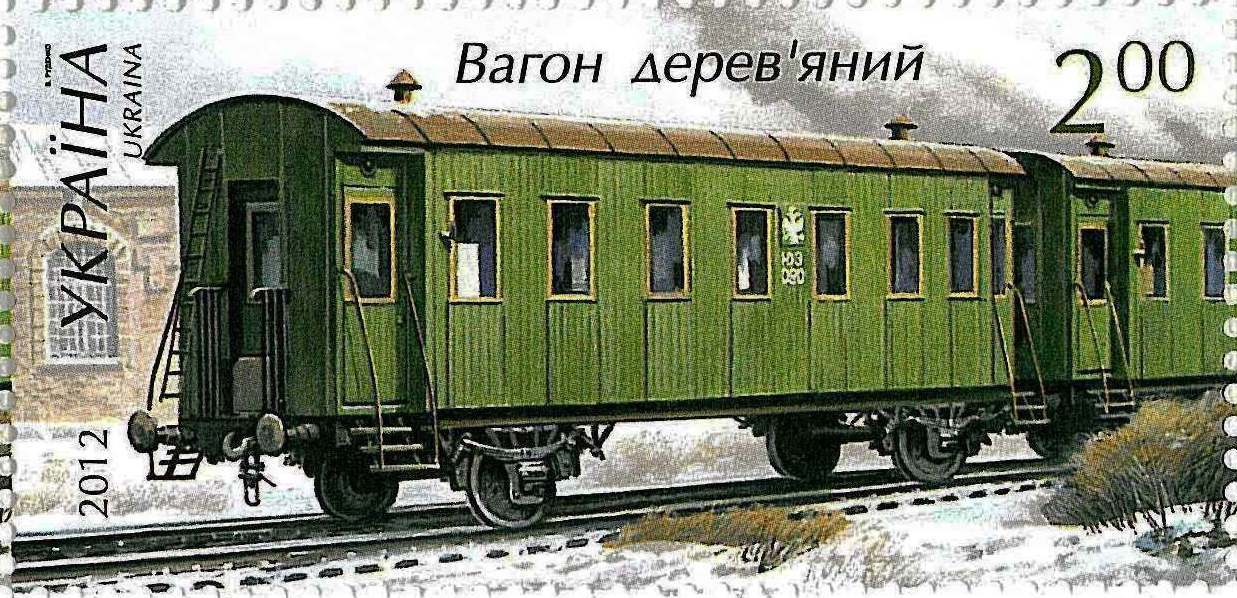
Wagon de passagers
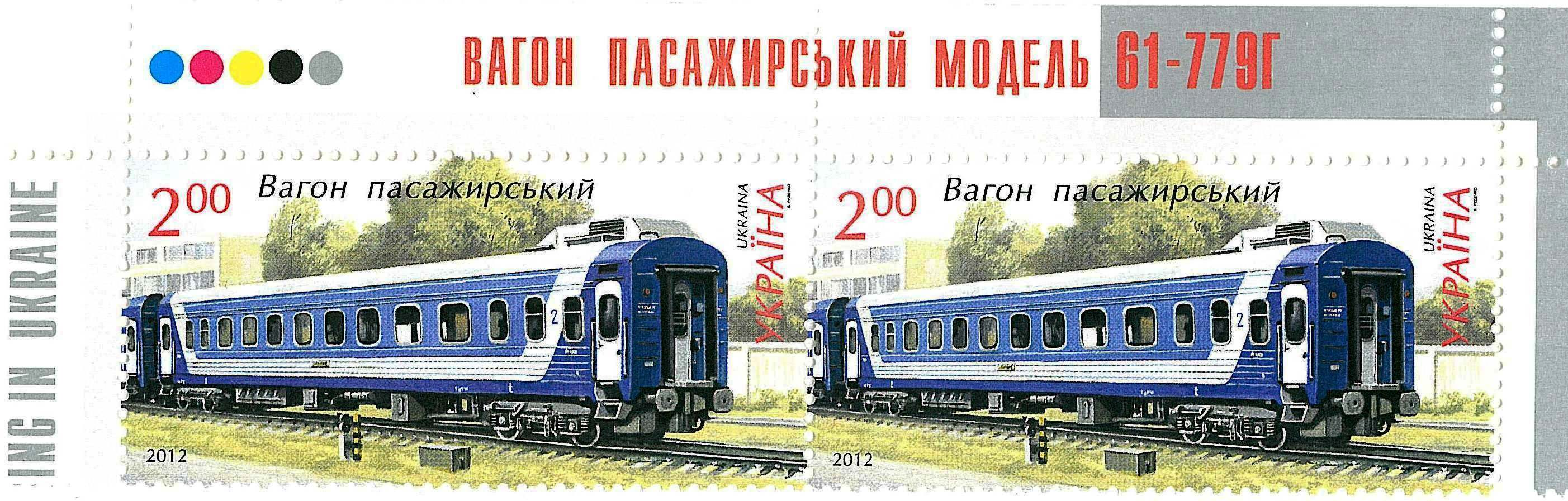
61-779G
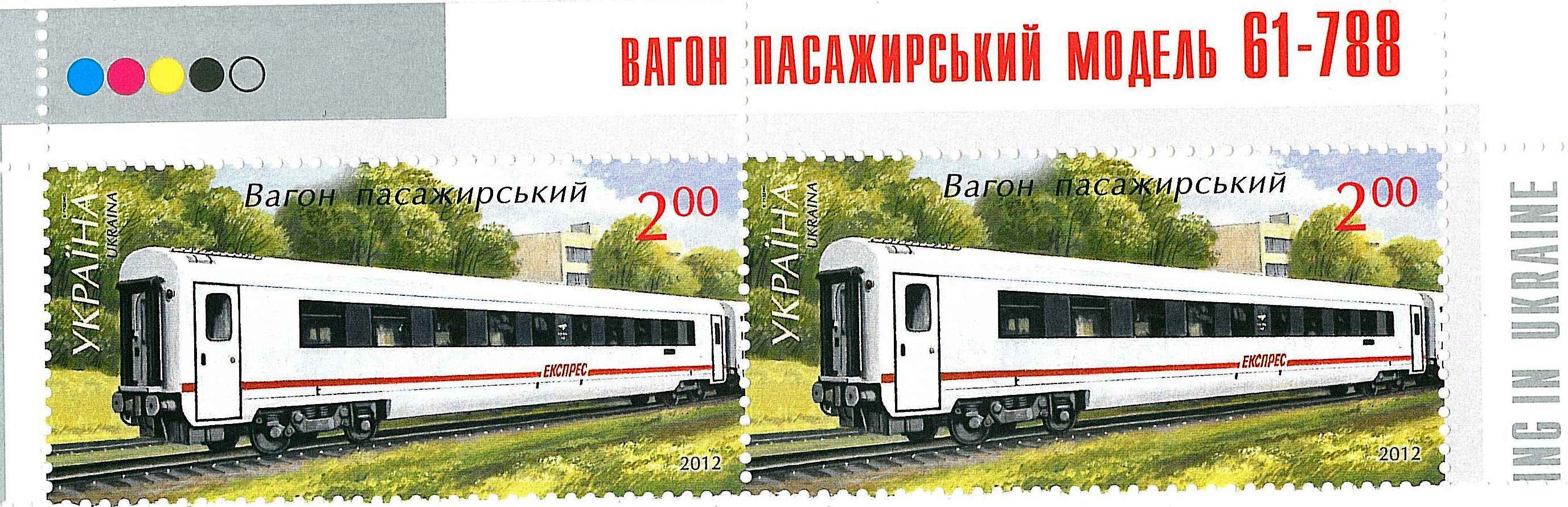
et 61-788 sur des timbres poste ukrainien.